# Acido margarico
L'acido eptadecanoico o acido margarico è un acido grasso saturo di formula CH3(CH2)15COOH.
Si riscontra in tracce nel grasso e nella componente grassa del latte dei ruminanti, ma non è presente in alte concentrazioni in alcun grasso animale o vegetale.
Sali ed esteri dell'acido eptadecanoico sono chiamati eptadecanoati.
La presenza di acido margarico nel siero sanguigno è considerata un indicatore dell'assunzione abituale di latte e latticini.

## Storia
Un presunto acido margarico fu individuato nel 1814 dal chimico francese Michel Eugène Chevreul . Nelle indagini sulla saponificazione del lardo con potassa pensò di aver scoperto un nuovo acido grasso. Chiamò questo composto, che aveva cristallizzazione perlescente , oléomargarine , dal greco antico μαργαρίτης (margarites) o μάργαρον (margaron) che significano "perla". Questo "acido margarico" venne successivamente studiato in modo più dettagliato dal chimico tedesco Franz Varrentrapp (1815-1877), sotto la supervisione di Justus von Liebig. Liebig stesso menziona più volte questo acido nel suo " Chemischen Briefen". Solo verso la metà del XIX secolo, un chimico presso l'Università di Halle, WH Heintz, scoprì che "l'acido margarico" di M.E. Chevreul non era un composto puro, ma in realtà una miscela eutettica di acido acido palmitico (16:0) e acido stearico (18:0). Tale miscela aveva un peso molecolare simile a quello che sarebbe stato l'acido grasso saturo con 17 atomi di carbonio, che venne isolato solo nel 1957 nel burro grazie all'avvento di nuove tecniche di analisi in grado di riconoscere più accuratamente acidi grassi con numero dispari di atomi di carbonio.